# Ca Mateu Escolà
Ca Mateu Escolà és un edifici de la Palma d'Ebre (Ribera d'Ebre) que forma part de l'Inventari del Patrimoni Arquitectònic de Catalunya. Està situat dins del nucli urbà de la població de la Palma d'Ebre, formant cantonada entre el carrer Major i el de les Escoles.

## Descripció
És un gran casal recentment rehabilitat de planta rectangular, amb la coberta de teula de dues vessants i distribuït en planta baixa, dos pisos i golfes. La façana principal presenta un portal d'accés de mig punt adovellat amb els brancals bastits amb carreus desbastats. La clau està gravada amb la inscripció "AVE MARIA 1778" dins d'una orla decorada. La resta d'obertures de la construcció són rectangulars i la majoria han estat rehabilitades, tot i que també n'hi ha de nova planta. L'interior, encara en procés de rehabilitació, està completament reformat. Els forjats han estat restituïts i les parets de tàpia originals també. La construcció està arrebossada i pintada.

## Història
És un edifici construït vers el 1778, tal como ho testimonia la data que presideix la llinda de la porta principal. Fins a l'any 1984, l'interior presentava una escala de cargol. També es conservaven les portes primitives amb els corresponents ferros forjats. L'any 2009 es va endegar un projecte de rehabilitació de l'edifici per poder distribuir a l'interior una biblioteca, una videoteca, un telecentre, un casal d'avis i un consultori mèdic a l'interior, a més de l'escola d'educació infantil primària 1 d'Abril que ja hi existia prèviament a les obres. En el moment d'acabar aquest inventari encara no s'havia inaugurat.